# Schmiedeberg (Angermünde)
Schmiedeberg ist ein Ortsteil der Stadt Angermünde im Landkreis Uckermark in Brandenburg.
Der Ort liegt nordwestlich der Kernstadt Angermünde. Am östlichen Ortsrand verläuft die B 198.

## Geschichte

### Frühgeschichte
Die Anfang des 20. Jahrhunderts literarisch dokumentierten Funde weisen auf eine frühe Besiedlung der Gemarkung Schmiedeberg hin. Es wurden Kugelamphoren entdeckt. Die damaligen Recherchen fanden Unterstützung durch die örtliche Gutsbesitzerfamilie. Ersterwähnt wird die Ortschaft 1319, als smedeberg, dann Smedeberg im Jahre 1338, Smedeberge 1540 und 1618 Schmiedeberg. Sprachwörtlich betrachtet sich die Form Smedeberch, mündlich smede ‚Schmiede‘ und berch ‚Berg‘.

### Gutsdorf
Die Geschichte des Ortes ist stark von der Gutsherrschaft geprägt und dominiert die ganze regionale Historie der Uckermark. Wohl spätestens seit 1698, spätestens seit 1700 nach Zweitquellen, übernimmt das alte brandenburgische Adelsgeschlecht von der Hagen den Grundbesitz in Schmiedeberg durch die familiäre Verbindung mit den Vorbesitzern von Bredow. Die Familie wurde zwischen 1370 und 1378 urkundlich erfasst und war hauptsächlich im Ruppiner Land und im Havelland begütert. In der Uckermark spielen zunächst eine eher untergeordnete Rolle, können aber dennoch mit Schmiedeberg eine hohe Kontinuität vorzeigen. Beginnend mit Ernst Adam von der Hagen-Stölln-Rhinow (1668–1716) setzt die Familie ihre Zeichen vor Ort. Die genealogische Fachliteratur nennt später unter anderem Karl Friedrich von der Hagen (1801–1872) als Gutsherrn auf Schmiedeberg, dann seinen Sohn Otto (1828–1890).
Mitte des 19. Jahrhunderts wohnten im Ort Schmiedeberg 84 Bewohner, auf dem Gut genau 222 Personen.
Das konkret 1879 erstmals veröffentlichte Generaladressbuch der Rittergutsbesitzer der Provinz Brandenburg nennt ihn dann als Leutnant a. D. und Eigentümer vom kreistagsfähigen Rittergut Schmiedeberg. Der Besitz hatte einen Umfang von rund 823 ha. Davon waren 155 ha anteilig Wald. Zum Gut gehörte eine Stärkefabrik. Das Gut war aber damals verpachtet, an Ober-Amtmann Schulz. Erbe Hans von der Hagen war Kavallerie-Offizier, begann seine Karriere auf dem Adelsinternat der Brandenburger Ritterakademie, wie so viele aus seiner Familie. Im fortfolgend letztmals publizierten Brandenburgischen Güter-Adressbuch, kurz vor der großen Wirtschaftskrise erschienen, werden für das Rittergut noch 779 ha ausgewiesen. Als Eigentümer gelten die von der Hagen’sche Erben. Diese wurden durch Joachim Otto von der Hagen vertreten, Pächter ist Karl Haase. Im Ort Schmiedeberg sind noch zwei weitere landwirtschaftliche Betriebe genannt. Karl Kuhl hat 47 ha, die Familie Karl Röwert besitzt 64 ha. Hans von der Hagen ist der nächste Schmiedeberger Gutsbesitzer. Er hatte zuletzt in den Dienstgrad eines Majors a. D., war seit 1922 Ehrenritter im Johanniterorden und mit seiner Cousine Emma von der Hagen (1865–1939) verheiratet. Ihr Sohn Hans jun. war der letzte Grundherr bis zur Bodenreform. Hans von der Hagen-Schmiedeberg (1897–1986) erreichte den Dienstrang Oberstleutnant und lebte mit seiner Familie zuletzt in Marburg. Die Nachfahren wirken in Berlin und Bayern.

### Eingemeindungen
Im Jahr 2003 wurde Schmiedeberg nach Angermünde eingemeindet.

## Persönlichkeiten

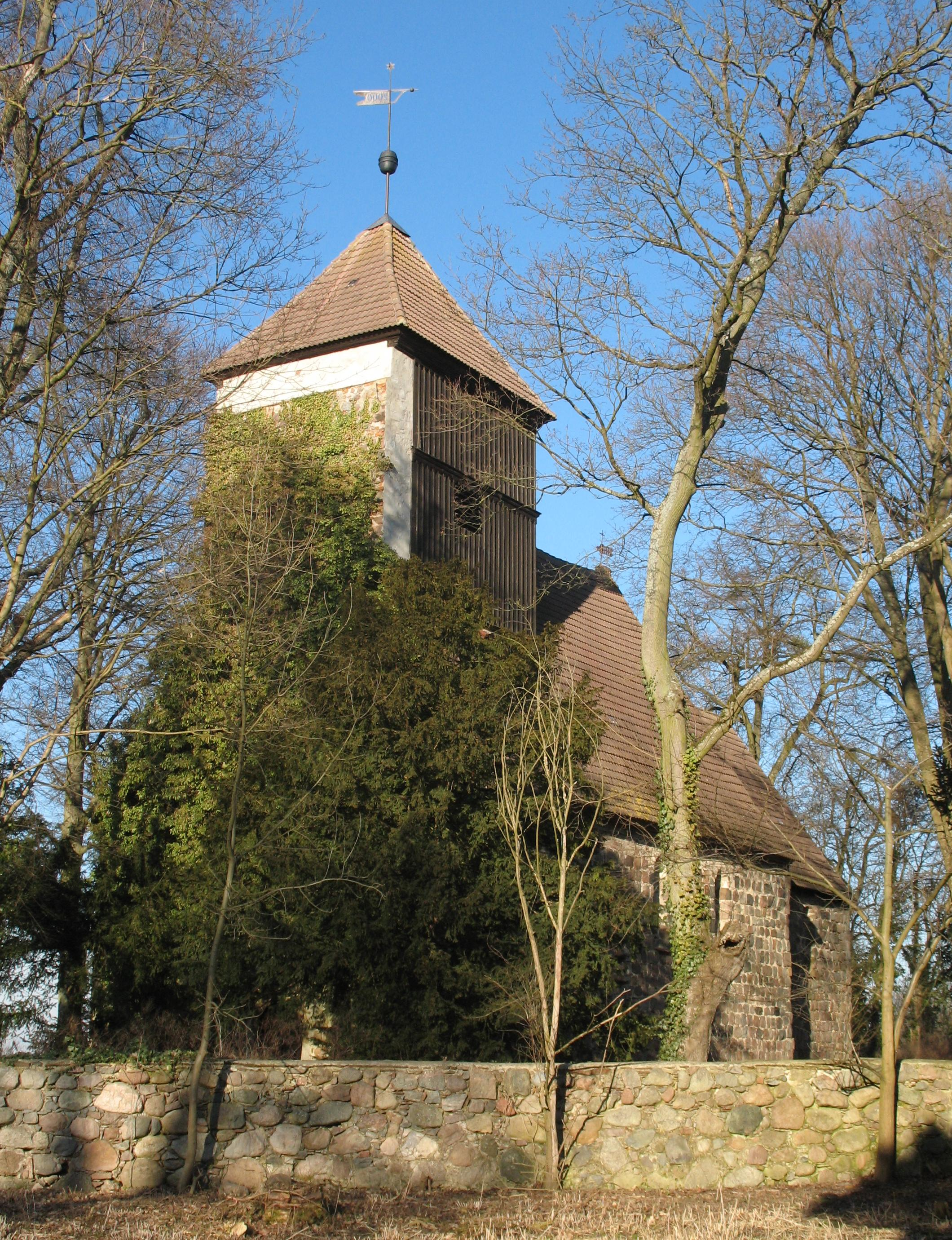
Dorfkirche Schmiedeberg (2013)

- Friedrich Heinrich von der Hagen. Unehelicher und nachfolgend 1803 legitimierter Sohn des Leopold von der Hagen auf Schmiedeberg und der Dorothea Elisabeth Bischof aus Schmiedeberg.

## Sehenswürdigkeiten
In der Liste der Baudenkmale in Angermünde sind für Schmiedeberg sechs Baudenkmale aufgeführt.